# Éric Quintin
Éric Quintin (* 22. Januar 1967 in Aix-en-Provence) ist ein französischer Handballtrainer und ehemaliger Handballspieler.

## Spielerlaufbahn

### Verein
Éric Quintin lernte das Handballspielen in seiner Heimatstadt beim Aix Université Club. 1984 wechselte er nach Marseille zum Universitätsklub SMUC Marseille. Nach der Fusion des Vereins mit Vitrolles HB 1989 lief er fortan für Vitrolles SMUC bzw. OM Vitrolles auf. Mit Vitrolles gewann der 1,85 m große Linksaußen 1994 und 1996 die 
französische Meisterschaft, 1993 und 1995 die Coupe de France sowie 1993 den Europapokal der Pokalsieger. 1994 erreichte er noch einmal das Finale im Europapokal der Pokalsieger. Nach dem Rückzug Vitrolles im Jahr 1996 kehrte er zum Aix Université Club zurück und wurde Spielertrainer.

### Nationalmannschaft
In der französischen A-Nationalmannschaft debütierte Quintin im Jahr 1988. Mit den „Barjots“ gewann er die Bronzemedaille bei den Olympischen Spielen 1992 in Barcelona, die Silbermedaille bei der Weltmeisterschaft 1993, die Goldmedaille bei den Goodwill Games 1994 und die Goldmedaille bei der Weltmeisterschaft 1995. Zudem belegte er den 6. Platz bei der Europameisterschaft 1994. Insgesamt bestritt er 216 Länderspiele, in denen er 277 Tore erzielte.

## Trainerlaufbahn
Beim Aix Université Club war Quintin zunächst als Spielertrainer in der zweiten und dritten französischen Liga aktiv, ehe er sich ab 2000 auf die Trainertätigkeit konzentrierte. Seit 2010 ist er für verschiedene Jugend- und Juniorennationalmannschaften sowie die Beachhandballnationalmannschaft zuständig. Unter seiner Leitung gewann die französische männliche U18-Auswahl um spätere Olympiasieger wie Ludovic Fabregas, Dika Mem und Melvyn Richardson die U-18-Europameisterschaft 2014 und die U-19-Weltmeisterschaft 2015. Mit Spielern wie Dylan Nahi und Elohim Prandi gewann er die U-18-Europameisterschaft 2016 und die U-19-Weltmeisterschaft 2017. Außerdem gewann seine Mannschaft das Europäische Olympische Sommer-Jugendfestival 2015. Mit der Beachhandball-Nationalmannschaft der Männer belegte er den 5. Platz bei der EHF Beachhandball Championship 2022. Mit der U16-Beachhandballnationalmannschaft erreichte er den 7. Platz mit den Männern und den 10. Platz mit den Frauen bei den Beachhandball-Junioreneuropameisterschaften 2022.